# Tecayehuatzin de Huexotzinco
Tecayehuatzin de Huexotzinco (Tecayahuatzin Chichimecatl Tecuhtli)   (ca. segunda mitad del siglo XV - principios del siglo XVI) Gobernante del señorío de Huexotzinco fue el más célebre de los filósofos (Tlamatini) prehispánicos de la región poblano-tlaxcalteca.

## Política
Siendo elegido gobernante, por linaje y elección de su pueblo, se encontró entre los vaivenes políticos de los señoríos tlaxcaltecas y el Imperio azteca. El señorío huexotzinca pese ser limítrofe con Tlaxcala, y compartir el odio y resistencia contra los aztecas, jamás estableció una alianza con ellos y al contrario les guerreó. Buscó y se confederó con los Cholultecas levantando un ejército conjunto liderado por Tecayehuatzin. Sin poder corromper al señorío de Hueyotlipan y a pueblos Otomies, aliados de Tlaxcala, lleva a cabo un ataque sanguinario hasta Xiloxochitla. Tras matar al popular y querido capitán defensor Tizatlacatzin, y temiendo una represalia mayor de los tlaxcaltecas, abandona la campaña disolviendo la previa confederación.

Buscando preservar la independencia de su reino pide ayuda a Moctezuma Xocoyotzin, sin embargo tras los acuerdos del señorío de Chololllan con los tlaxcaltecas se ve forzado a negar la amistad. El emperador azteca manda emisarios al reino para preguntar las intenciones políticas de Tecayehuatzin, e invitarlo a una fiesta a México-Tenochtitlan si aún mantenía la alianza. La respuesta a los mensajeros, entre lágrimas de parte del príncipe huexotzinca, deja entrever la doble vida política necesaria para el sobrevivir de Huexotzinco:
"Decidle a vuestro señor que mi voluntad es servirle toda mi vida por el buen tratamiento que a mí y a mi gente en su ciudad me hizo, pero que esta gente inconstante y novelesca se han hecho una con los de Cholula y me han pedido, so pena que me quitarán mi reino y destruirán mi generación toda, que no admita vuestra paz y amistad. Pero que con todo eso, yo enviaré mis principales a que asistan a la fiesta en mi lugar" 
El emperador azteca ve la situación crítica de Huexotzinco y manda un gran contingente bajo el mando de su hijo Tlacahuepantzin. Una rápida respuesta de los señoríos tlaxcaltecas diezma este ejército, matando al hijo del emperador en el proceso, arruinando a Huexotzinco por años e iniciando una serie de guerras que durarían 15 años hasta la llegada de Hernán Cortés.

## Poesía
Pese a su principal esfuerzo como estadista logra encontrar tiempo para la poesía y las elucubraciones filosóficas. El príncipe de Tecamachalco, Ayocuan Cuetzpaltzin, lo nombra como un amante de la música y deja como muestra su poema:
"Tecayehuatzin allí vigila, allí tañe la flauta, canta en su casa de Huexotzinco ... allí está su casa" 
Como poeta se enfoca en la composición del xopancuícatl (cantos de la alegría del vivir), icnocuícatl (poemas de profunda reflexión melancólica) y especialmente del xochicuícatl (cantos floridos a la belleza efímera); el mismo príncipe menciona que su mayor anhelo es la creación de "floridos cantares aletargantes y embriagadores" . Pocos poemas y obras sobrevivieron y llegaron a nuestra época. La convocatoria a la Reunión de Sabios y Poetas de Huexotzinco se le atribuye a Tecayehuatzin.

### Reunión de sabios y poetas de Huexotzinco
En el año de 1490 el príncipe huexotzinca llama a varios sabios y poetas para dialogar sobre el más hondo sentido de la poesía. Este encuentro convoca a los príncipes poetas Ayocuan Cuetzpaltzin de Tecamachalco, Aquiauhtzin de Ayapanco, Xicoténcatl de Tizatlan, Camazochitzin, Cuauhtecoztli, Motenehuatzin, Telpolóhuatl, Monencauhtzin, Xayacámach, Yaomanatzin, Micohuatzin, Ayocuatzin y Tlaplateuccitzin .
Esta obra poética, escrita en náhuatl y conocida como Diálogo de la poesía: Flor y canto, se conserva en cuatro folios dentro del manuscrito de Cantares Mexicanos en la Biblioteca Nacional. El diálogo inicia con una salutación de Tecayehuatzin y habla en un total de tres ocasiones. En su segunda participación exhorta a sus compañeros ya que quiere ver y oír "a quienes hacen reír a las flautas preciosas. Hacia el final del diálogo, y viendo la variedad de respuestas y sin estar satisfecho con ellas, expresa una última idea con la que todos estarán de acuerdo "flor y canto es lo que hace posible nuestra amistad".